# Кайзерин унд кьонигин Мария Терезия (броненосен крайцер)
Кайзерин унд кьонигин Мария Терезия (на немски: SMS Kaiserin und Königin Maria Theresia) e броненосен крайцер на Австро-Унгарския флот от края на XIX век. Построен в единствен екземпляр. Първият броненосен крайцер на флота. Проектът претърпява развитие в крайцера „Кайзер Карл VI“. Крайцерът е разчетен за плаване в Адриатическо и Средиземно море.

## Конструкция
Проектът представлява увеличен вариант на крайцерите от типа „Кайзерин Елизабет“ с брониран пояс по водолиния. Първоначалното въоръжение е от две 240 mm и осем 150 mm Круповски оръдия. В периода 1909 – 1910 г. главният калибър е сменен с две 190 mm скорострелни оръдия „Шкода“.

## История на службата
През 1895 г. участва в честванията по повод откриването на канала в Кил. 1898 г., след избухването на Испано-американската война, евакуира австрийските и немските граждани от Сантяго де Куба. През 1900 г. крайцерът взема участие в потушаването на боксерското въстание, по време на Балканските войни защитава интересите на Австро-Унгария.
В началото на Първата световна война крайцерът влиза в състава на 1-ва крайцерска дивизия. В периода 1914 – 1916 г. е базиран в Себенико (днес Шибеник в Хърватия) като охрана на пристанището. На 31.1.1917 е разоръжен и превърнат в плаваща казарма на екипажите на немски подводници в Пула. Артилерията на кораба е свалена и предадена на сухопътните части. След края на Първата световна война е предаден на Великобритания като репарации, а тя през 1920 г. продава кораба на италианска компания за скрап.

## Известни личности
- Антон Хаус – австро-унгарски военноморски деец, командващ на Императорския и Кралския Военноморски Флот на Австро-Унгария, гросадмирал. Той е капитан на кораба в периода 1900 – 1901 г.

## Коментари
1. ↑  Префиксът „SMS“ е от на немски: Seiner Majestat Schiff (Кораб на Негово Величество).
2. ↑  (на немски: Kaiserliche und Königliche Kriegsmarine (Императорски и Кралски военноморски сили) или съкратено – на немски: K.u.K. Kriegsmarine)